# Варакомская, Анна
Анна Варакомская (пол. Anna Warakomska; род. 3 сентября 1992, Сувалки) — польская шахматистка, гроссмейстер (2020).

## Биография
Анна Варакомская успешно участвовала в чемпионатах Польши по шахматам среди девушек: была второй в возрастной группе до 10 лет в 2002 году, повторила этот успех в возрастной группе до 12 лет в 2004 году, в 2006 году заняла третье место в возрастной группе до 14 лет, в 2008 году заняла третье место в возрастной группе до 16 лет в 2009 году она выиграла в возрастной группе до 18 лет, а в 2010 году была второй в возрастной группе до 18 лет.
Анна Варакомская трижды выигрывал три призовых места на чемпионатах Польши по быстрым шахматам среди девушек: 2-е место в возрастной группе до 12 лет в 2004 году, 3-е место в возрастной группе до 14 лет в 2005 году и победа в возрастной группе до 14 лет в 2006 году. В 2006 году в Черногории заняла 4-е место на чемпионате Европы по шахматам среди юнешей в возрастной группе девушек до 14 лет.
В 2008 году в Кракове  выиграла бронзовую медаль в чемпионате Польши по шахматам среди женщин. В 2014 году в Быдгоще выиграла бронзовую медаль на чемпионате Польши по шахматному блицу среди женщин В мае 2018 года в Варшаве разделила первое место в чемпионате Польши по шахматам среди женщин, но в дополнительном матче за титул чемпионки уступила  Йолянте Завадской.
За успехи в турнирах 2015 года ФИДЕ присвоила Анне Варакомской звание международного мастера среди женщин (WIM), а в 2020 году она стала международном гроссмейстером среди женщин (WGM).

## Изменения рейтинга
| Графики недоступны из-за технических проблем. См. информацию на Фабрикаторе и на mediawiki.org. |